# Rajd Pneumant 1985
Rajd Pneumant 1985 (25. Pneumant Rallye 1985) – 25. edycja rajdu samochodowego Rajd Pneumant rozgrywanego we NRD. Rozgrywany był od 22 do 24 marca 1985 roku. Była to druga runda Rajdowego Pucharu Pokoju i Przyjaźni w roku 1985 oraz pierwsza runda Rajdowych Mistrzostw NRD w roku 1985.

## Klasyfikacja rajdu
| Miejsce                        | Kierowca                       | Pilot                          | Samochód                       | Czas                           | Strata                         |                                |
| Klasyfikacja generalna i RPPiP | Klasyfikacja generalna i RPPiP | Klasyfikacja generalna i RPPiP | Klasyfikacja generalna i RPPiP | Klasyfikacja generalna i RPPiP | Klasyfikacja generalna i RPPiP | Klasyfikacja generalna i RPPiP |
| ------------------------------ | ------------------------------ | ------------------------------ | ------------------------------ | ------------------------------ | ------------------------------ | ------------------------------ |
| 1.                             | Svatopluk Kvaizar              | Jiří Janeček                   | Škoda 130 LR                   | 3:36:37                        | 0.0                            |                                |
| 2.                             | Viktor Moskovskikh             | Arvydas Girdauskas             | Lada VAZ 2105 VFTS             | 3:44:02                        | +7:25                          |                                |
| 3.                             | Vallo Soots                    | Toomas Putmaker                | Lada VAZ 2105 VFTS             | 3:45:40                        | +9:03                          |                                |
| 4.                             | Marian Bublewicz               | Ryszard Żyszkowski             | FSO Polonez 2000               | 3:46:28                        | +9:51                          |                                |
| 5.                             | Zdeněk Pipota                  | Oldřich Gottfried              | Škoda 130 LR                   | 3:52:40                        | +16:03                         |                                |
| 6.                             | Andrzej Koper                  | Ryszard Awłasewicz             | FSO Polonez 2000               | 3:54:22                        | +17:45                         |                                |
| 7.                             | Jānis Lavrinovich              | Raimondas Pokulis              | Lada VAZ 2105 VFTS             | 3:56:47                        | +20:10                         |                                |
| 8.                             | Václav Blahna                  | Pavel Schovánek                | Lada VAZ 2105 VFTS             | 3:58:56                        | +22:19                         |                                |
| 9.                             | Eberhard Uth                   | Wolfgang Scherbarth            | Wartburg 353 W 460             | 4:13:26                        | +36:49                         |                                |
| 10.                            | Rolf Krüger                    | Wolfgang Marr                  | Lada VAZ 2105 VFTS             | 4:13:28                        | +36:51                         |                                |

| 1. | ZSRR    |
| 2. | Polska  |
| 3. | NRD     |
| 4. | Rumunia |